# Alsóvárad
Alsóvárad, (szlovákul Dolný Hrádok)  Barsvárad településrésze, korábban önálló falu Szlovákiában, a Nyitrai kerület Lévai járásában.

## Fekvése
Lévától 14 km-re délnyugatra a Garam jobb partján fekszik.

## Története
A falut a 14. század második felében alapították. 1394-ben "Wywarad" néven említik először. 1401-ben az esztergomi érsekség birtoka, 1506-ban a lévai váruradalom része lett. 1536-ban 5 adózó portája volt. A 17. században felégette a török. 1601-ben 27 ház állt a településen. 1720-ban 13 adózója volt. 1828-ban 59 házában 399 lakos élt, akik főként mezőgazdasággal foglalkoztak.
Vályi András szerint "Alsó, és Felső Várad. Két falu Bars Várm. földes Uraik Hg. Eszterházy, és több Uraságok, lakosaik katolikusok, és másfélék, fekszenek Garam vize mellett, Barshoz 1 1/4 mértföldnyire; legelőjök elég van, földgyeik, és réttyeik jók, piatzok Báton, és Sz. Benedeken."
Fényes Elek szerint "Alsó-Várad, Bars m. magyar falu, a Garam jobb partján, az esztergomi országutban: 43 kath., 2 ev., 299 ref. lak. Kath. és ref. anyatemplomok. F. u. többen. Ut. p. Léva." 
A trianoni békeszerződésig Bars vármegye Lévai járásához tartozott, ezután a csehszlovák állam része lett. 1938 és 1945 között újra Magyarországhoz tartozott.

## Népessége
1910-ben 316, túlnyomórészt magyar lakosa volt.
2001-ben Barsvárad 326 lakosából 184 magyar és 139 szlovák volt.

## Neves szülöttei
- Török Pál (Alsóvárad, 1808. június 29. – Budapest, 1883. október 7.) Török József orvos bátyja. Teológus, a Pesti Egyházmegye református püspöke 1860-tól. A Budapesti Theológiai Akadémia alapítója és első igazgatója.[3]
- Török József (Alsóvárad, 1813. október 14. – Debrecen, 1894. március 14.) Török Pál teológus öccse. Orvos, természettudós, tanár, a Magyar Tudományos Akadémia tagja.
- Csekey Sándor (Alsóvárad, 1896. április 22. – Budapest 1956. február 11.) református lelkész és tanár. Számos teológiai mű szerzője.[4]